# Jason Zinoman
Jason Brook Zinoman (* 19. Oktober 1975 in Washington, D.C.) ist ein US-amerikanischer Journalist, Kritiker und Sachbuchautor.

## Leben
Jason Zinoman ist der Sohn von Joy Zinoman, die 1978 die renommierte Theaterproduktionsfirma Studio Theatre gründete. Er studierte von 1993 bis 1997 an der University of Chicago. Ab 2001 war er als Theaterkritiker bei Time Out New York angestellt. Während dieser Zeit schrieb er als freischaffender Journalist vereinzelt Artikel für die New York Times. Ab 2003 wurde er von der Times als Theaterjournalist fest angestellt. Zusätzlich zur Theaterkritik ist Zinoman auch als Filmkritiker bei der Times tätig. Seit 2011 ist er auch als Comedykritiker tätig.
Als Sachbuchautor debütierte Zinoman 2011 mit Shock Value. Darin beschreibt er den Wandel des Horrorfilmgenres von den 1960er Jahren bis heute. 2017 folgte mit Letterman: The Last Giant of Late Night eine Biografie über den Fernsehmoderator David Letterman.

## Werke
- Shock Value (2011)
- Letterman: The Last Giant of Late Night (2017)